# The Legend of Zelda (televisieserie)
The Legend of Zelda was een Amerikaanse tekenfilmserie, gebaseerd op het eerste en tweede deel uit The Legend of Zelda-serie. De serie werd uitgezonden van 8 september 1989 tot 1 december 1989 en telde in totaal 13 afleveringen.

## Stemacteurs
- Cyndy Preston als Princess Zelda
- Jonathan Potts als Link
- Len Carlson als Ganon en Moblins
- Colin Fox als King Harkinian
- Allan Stewart-Coates als de Triforce of Power
- Elizabeth Hanna als the Triforce of Wisdom
- Paulina Gillis als Spryte en Sing

## Afleveringen
| 1. "The Ringer" | Bob Forward  | 8 september 1989  |
| Link ontwaakt uit zijn slaap en ontdekt dat de kwaadaardige Ganon zijn Moblins naar Hyrule Castle heeft gestuurd om de Triforce of Wisdom voor hem te stelen. Link neemt het op tegen de Moblins en weet hen te verjagen met zijn Sword Beam. Ondertussen beoordeelt Princess Zelda de deelnemers van een amateur-tovenaarswedstrijd. Ganon verschijnt incognito met de bedoeling het hele gebeuren te dwarsbomen en de Triforce of Wisdom te stelen. De deelnemers falen tijdens de wedstrijd, want ze kunnen de prinses niet overtuigen van hun tovenaarstalent. Ganon, echter, toont zijn krachten door een salamander in een draak te transformeren. Het feit dat Link de draak moet verslaan is voor Ganon een afleiding om de Triforce of Wisdom te benaderen in de toren van het kasteel. Link en Zelda gaan achter de duistere tovenaar aan en ze komen uiteindelijk terecht bij de ingang van de onderwereld, Ganon's hoofdkwartier. Link en Zelda weten de groep Stalfos, skeletachtige wezens en dienaars van Ganon, te verslaan. Ganon probeert met de Triforce of Wisdom te verdwijnen in de onderwereld, maar Link weet hem te stoppen door een bom naar hem te gooien. De Triforce valt uit Ganon's handen en hij wordt teruggestuurd naar de onderwereld. |              |                   |
| 2. "Cold Spells" | Phil Harnage | 15 september 1989 |
| Het is lente in Hyrule en Princess Zelda staat erop dat Link het hele kasteel schoonmaakt. Link heeft echter geen zin en doet alsof hij verkouden is, zodat hij in bed kan blijven liggen. Ondertussen raamt Ganon een nieuw plannetje om de Triforce of Wisdom te stelen. Hij trekt naar Hyrule Castle en spreekt een vloek uit op het feetje van Link. Hierdoor heeft zij haar eigen toverspreuken niet meer onder controle. Per ongeluk laat ze de toren van het kasteel vollopen met water en Link wordt met de stroom meegevoerd naar beneden. Dit is voor Ganon de kans om de Triforce of Wisdom te pakken te krijgen en hij gaat ervandoor. Link en Zelda merken tijdig de diefstal op en zetten te paard de achtervolging in. Ze volgen Ganon tot in de onderwereld, waar ze uiteindelijk gevangengenomen worden in een bokaal. Link's feetje is hen echter gevolgd en weet via een krachtige spreuk de bokaal aan scherven te doen springen. Zelda en Link zetten de aanval in Ganon wordt verjaagd. Alles staat echter op instorten en Zelda kan net op tijd de Triforce of Wisdom meenemen. |              |                   |
| 3. "The White Knight" |              | 22 september 1989 |
| beschrijving volgt... |              |                   |
| 4. "Kiss 'N Tell" |              | 29 september 1989 |
| beschrijving volgt... |              |                   |
| 5. "Sing for the Unicorn" | Bob Forward  | 6 oktober 1989    |
| beschrijving volgt... |              |                   |
| 6. "That Sinking Feeling" |              | 13 oktober 1989   |
| beschrijving volgt... |              |                   |
| 7. "Doppelganger" |              | 20 oktober 1989   |
| beschrijving volgt... |              |                   |
| 8. "Underworld Connections" |              | 27 oktober 1989   |
| beschrijving volgt... |              |                   |
| 9. "Stinging a Stinger" |              | 3 november 1989   |
| beschrijving volgt... |              |                   |
| 10. "A Hitch in the Works" | Bob Forward  | 10 november 1989  |
| beschrijving volgt... |              |                   |
| 11. "Fairies in the Spring" |              | 17 november 1989  |
| beschrijving volgt... |              |                   |
| 12. "The Missing Link" |              | 24 november 1989  |
| beschrijving volgt... |              |                   |
| 13. "The Moblins Are Revolting" | Eve Forward  | 1 december 1989   |
| beschrijving volgt... |              |                   |